# Spazio di misura
In analisi matematica uno spazio di misura (o spazio mensurale, o spazio di Lebesgue) è una struttura astratta utilizzata per formalizzare il concetto di misura, come generalizzazione delle idee elementari di lunghezza di una curva o area di una superficie.

## Definizione
Si definisce spazio di misura uno spazio misurabile {\displaystyle (X,{\mathfrak {F}})} dotato di una misura {\displaystyle \mu } positiva definita sulla σ-algebra {\displaystyle {\mathfrak {F}}} costituita da sottoinsiemi misurabili di {\displaystyle X}. Un tale spazio si rappresenta con una terna {\displaystyle (X,{\mathfrak {F}},\mu )}.
Quando lo spazio misurabile {\displaystyle (X,{\mathfrak {F}})} è uno spazio boreliano, talvolta lo spazio di misura {\displaystyle (X,{\mathfrak {F}},\mu )} è detto spazio di misura boreliano. Dato uno spazio di misura {\displaystyle (X,{\mathfrak {F}},\mu )}, in genere si denota con {\displaystyle |\mu |} la variazione totale di {\displaystyle \mu } su {\displaystyle (X,{\mathfrak {F}})}.
Se {\displaystyle |\mu |(X)<\infty } lo spazio di misura si dice finito. Se inoltre {\displaystyle X} può scriversi come unione numerabile di insiemi:
{\displaystyle X=\bigcup _{i\in \mathbb {N} }X_{i}}
di misura finita, cioè tali che {\displaystyle |\mu |(X_{i})<\infty }, allora lo spazio misurabile si dice σ-finito.

## Spazio di probabilità
Uno spazio di probabilità {\displaystyle (\Omega ,{\mathcal {F}},P)} è uno spazio di misura tale che {\displaystyle P(E)\geq 0} per ogni {\displaystyle E\in {\mathcal {F}}} e {\displaystyle P(\Omega )=1}. In questo contesto {\displaystyle P} è detta misura di probabilità. Dalla definizione stessa, segue che uno spazio di probabilità è sempre uno spazio di misura finita.
La struttura di spazio di probabilità è stata introdotta da Andrey Nikolaevich Kolmogorov negli anni trenta, nell'ambito di una serie di lavori del matematico russo che hanno posto i fondamenti dell'intera teoria della probabilità.

## Completamento di uno spazio di misura
Uno spazio di misura si dice completo se ogni insieme contenuto in un insieme nullo è misurabile (avendo ovviamente in questo caso misura nulla). In generale, da un punto di vista pratico, è conveniente utilizzare spazi completi. Tuttavia, dato uno spazio di misura non completo, è sempre possibile estenderlo ad uno spazio completo nel seguente senso.
Sia {\displaystyle (X,{\mathfrak {F}},\mu )} uno spazio di misura. Esiste un unico spazio di misura completo {\displaystyle (X,{\mathfrak {F}}^{\prime },\mu ^{\prime })}, detto completamento di {\displaystyle (X,{\mathfrak {F}},\mu )}, sullo stesso insieme {\displaystyle X} con le seguenti proprietà:
1. la σ-algebra {\displaystyle {\mathfrak {F}}^{\prime }} è più fine (cioè contiene) {\displaystyle {\mathfrak {F}}}.
2. la misura {\displaystyle \mu ^{\prime }} ristretta ad {\displaystyle {\mathfrak {F}}} coincide con {\displaystyle \mu }, ossia per ogni sottoinsieme misurabile di {\displaystyle X} {\displaystyle E\in {\mathfrak {F}}} accade {\displaystyle \mu (E)=\mu ^{\prime }(E)}.
3. se {\displaystyle (X,{\mathfrak {G}},\nu )} è un altro spazio con tale proprietà, allora {\displaystyle {\mathfrak {G}}} è più fine di {\displaystyle {\mathfrak {F}}^{\prime }} (o equivalentemente, {\displaystyle {\mathfrak {F}}^{\prime }} è la meno fine tra tutte le σ-algebre su cui sia possibile effettuare tale costruzione).

Evidentemente, se {\displaystyle (X,{\mathfrak {F}},\mu )} è completo, esso coincide col suo completamento. In generale è possibile costruire in maniera esplicita il completamento di uno spazio non completo. Ne illustriamo qui la procedura.
Consideriamo l'insieme {\displaystyle {\mathfrak {N}}} di tutti gli insiemi contenuti in insiemi nulli (tali insiemi sono talvolta detti trascurabili). Sia {\displaystyle {\mathfrak {F}}^{\prime }=\sigma \left({\mathfrak {N}}\bigcup {\mathfrak {F}}\right)} la più piccola σ-algebra contenente sia gli elementi di {\displaystyle {\mathfrak {F}}} che quelli di {\displaystyle {\mathfrak {N}}}. Poiché l'unione e l'intersezione numerabili di insiemi trascurabili è trascurabile, si vede facilmente che ogni elemento {\displaystyle E^{\prime }} di {\displaystyle {\mathfrak {F}}^{\prime }} può essere ottenuto da un elemento {\displaystyle E} di {\displaystyle {\mathfrak {F}}} unendovi o sottraendovi un insieme trascurabile. Sarà allora sufficiente estendere {\displaystyle \mu } ad una nuova misura su {\displaystyle (X,{\mathfrak {F}}^{\prime })} semplicemente ponendo {\displaystyle \mu ^{\prime }(E^{\prime }):=\mu (E)}.
Un caso notevole, è quello dello spazio di misura di Lebesgue (il secondo esempio sopra), che è il completamento dello spazio di Borel (il primo esempio sopra).

## La categoria degli spazi di misura
L'insieme degli spazi di misura forma una categoria, dove i morfismi sono dati dalle funzioni misurabili che conservano la misura. Più precisamente, dati due spazi di misura {\displaystyle (X,{\mathfrak {F}},\mu )}, {\displaystyle (Y,{\mathfrak {G}},\nu )} un morfismo è naturalmente associato ad una funzione {\displaystyle f:X\mapsto Y} tale che:
- {\displaystyle f} sia {\displaystyle ({\mathfrak {F}},{\mathfrak {G}})}-misurabile[5].
- Per ogni insieme {\displaystyle F\in {\mathfrak {G}}} accade {\displaystyle \mu \left(f^{-1}(F)\right)=\nu (F)}.

In particolare, i due spazi di misura si diranno isomorfi se esiste una funzione biiettiva {\displaystyle f:X\mapsto Y} misurabile e con inversa misurabile, tale che per ogni {\displaystyle E\in {\mathfrak {F}}} accada {\displaystyle \mu (E)=\nu (f(E))}. 
Dato uno spazio misurabile {\displaystyle (X,{\mathfrak {F}})}, e due misure {\displaystyle \mu ,\nu } su di esso, {\displaystyle \nu } si dice assolutamente continua rispetto a {\displaystyle \mu } se ogni insieme {\displaystyle E\in {\mathfrak {F}}} che ha misura nulla rispetto a {\displaystyle \mu } ha misura nulla anche rispetto a {\displaystyle \nu }: {\displaystyle \mu (E)=0\Rightarrow \nu (E)=0}
Due misure assolutamente continue l'una rispetto all'altra si dicono equivalenti. 

### Isomorfismi di spazi misurabili
Dal teorema di Radon-Nikodym si può allora dedurre la seguente preposizione: siano {\displaystyle (X,{\mathfrak {F}},\mu )} e {\displaystyle (X,{\mathfrak {F}},\nu )} due spazi di misura σ-finiti costruiti sopra il medesimo spazio misurabile {\displaystyle (X,{\mathfrak {F}})}. Se {\displaystyle \mu ,\,\nu } sono equivalenti, allora i due spazi sono isomorfi.

## Applicazioni
- Naturalmente, l'applicazione più naturale della nozione di spazio di misura si ha proprio nella teoria della misura, in quanto essa costituisce un oggetto fondamentale di tale teoria.

- Se {\displaystyle (X,{\mathfrak {F}})} è uno spazio misurabile ed {\displaystyle S} un semigruppo, un'azione misurabile di {\displaystyle S} su {\displaystyle X} è una famiglia (indicizzata dal parametro {\displaystyle s\in S}) di mappe misurabili {\displaystyle T_{s}:X\mapsto X} tali che {\displaystyle T_{s}\circ T_{t}=T_{st}} per ogni {\displaystyle s,t\in S}. Un sistema dinamico conservativo è una quadrupla {\displaystyle (X,{\mathfrak {F}},\mu ,S)}, dove {\displaystyle (X,{\mathfrak {F}},\mu )} è uno spazio di misura, e {\displaystyle T} è un'azione misurabile di un semigruppo {\displaystyle S} su {\displaystyle X}, che conserva la misura: {\displaystyle \mu \left(T_{s}^{-1}(E)\right)=\mu (E)} per ogni {\displaystyle E\in {\mathfrak {F}},\,s\in S}. La teoria dei sistemi dinamici conservativi è -nonostante la sua generalità- molto ricca. Da essa si possono ad esempio derivare con semplicità e generalità molte delle proprietà della meccanica classica. Infatti, i sistemi hamiltoniani rientrano nella classe dei sistemi dinamici conservativi.

## Esempi
- La terna {\displaystyle (\mathbb {R} ,{\mathfrak {B}},\mu )}, dove {\displaystyle \mathbb {R} } è la retta reale, {\displaystyle {\mathfrak {B}}} è la relativa σ-algebra boreliana, e {\displaystyle \mu } è la misura di Borel è uno spazio di misura boreliano. Questo non è uno spazio finito, in quanto la misura (in questo caso lunghezza) dell'intera retta reale è infinita. Tuttavia tale spazio è σ-finito, in quanto ogni intervallo del tipo {\displaystyle [n,n+1]} ha misura {\displaystyle 1}, ed {\displaystyle \mathbb {R} =\bigcup _{n}[n,n+1]}.
- La terna {\displaystyle (\mathbb {R} ,{\mathfrak {L}},\lambda )}, dove {\displaystyle {\mathfrak {L}}} è la σ-algebra di Lebesgue, e {\displaystyle \lambda } è la misura di Lebesgue è uno spazio di misura non boreliano. Questo spazio di misura è pure σ-finito, per la stessa motivazione data sopra.
- Lo spazio discreto {\displaystyle \Omega =\{1,\ldots ,n\}}, con la convenzione che ogni sottoinsieme di {\displaystyle \Omega }  è misurabile e la misura di un sottoinsieme è data da {\displaystyle \mathbb {P} (A)={\frac {|A|}{n}}}, è uno spazio di probabilià.
- Se {\displaystyle \Omega } è uno spazio di misura finita, allora si può ottenere uno spazio di probabilità introducendo la misura {\displaystyle \mathbb {P} (A)={\frac {\mu (A)}{\mu (\Omega )}}}.